# Hell on Church Street
Hell on Church Street è il sesto album in studio del gruppo americano Punch Brothers, pubblicato il 14 gennaio 2022. La band ha annunciato l'uscita del primo singolo dell'album Church Street Blues il 28 settembre 2021. L'album è stato autoprodotto dalla band ed è stato pubblicato dall'etichetta Nonesuch Records.
L'album è una rivisitazione dell'album Church Street Blues di Tony Rice del 1983 ed è descritto dalla band come "la sua opera d'arte e un regalo per Rice", che il Wall Street Journal descrive come una "sfacciata dimostrazione di rispetto" e "piacevolmente imprevedibile".
Le undici canzoni sono state registrate al Blackbird Studio di Tennessee, TN, nel novembre 2020.

## Storia della produzione
Prima di unirsi ai Punch Brothers, il chitarrista Chris Eldridge ha studiato con il chitarrista Tony Rice all'Oberlin Conservatory nell'inverno del 2003 prima di diplomarsi nel 2004. Rice, inserito nella International Bluegrass Music Hall of Fame nel 2013, è stato un'ispirazione dichiarata per Chris Thile e Punch Brothers.
Dopo l'uscita del loro album del 2018 All Ashore e la vittoria del 2019 per il Grammy Award per il miglior album folk ai 61° Grammy Awards, i Punch Brothers hanno suonato l'intero brano di Church Street Blues al RockyGrass Festival di Lione il 28 luglio 2019. Dopo aver annullato il tour del 2020 a causa della pandemia di COVID-19, la band si è incontrata a Nashville, nel Tennessee, nel novembre 2020 per registrare la loro interpretazione di Church Street Blues nella sua interezza, su suggerimento del banjoista Noam Pikelny. Prima della registrazione la band non ha ascoltato le versioni originali delle canzoni che Rice aveva suonato, per concentrarsi sulla propria versione invece di cercare di catturare lo spirito dell'originale.
La band aveva pianificato di sorprendere Rice con l'album completo, ma morì prima che la produzione fosse completata.

## Tracce
1. Church Street Blues – 2:33 (Norman Blake)
2. Cattle in the Cane – 3:32 (Traditional)
3. Streets of London – 4:22 (Ralph McTell)
4. One More Night – 1:49 (Bob Dylan)
5. The Gold Rush – 2:46 (Bill Monroe)
6. Any Old Time – 2:58 (Jimmie Rodgers)
7. Orphan Annie – 5:00 (Norman Blake)
8. House Carpenter / Jerusalem Ridge – 7:17 (Traditional / Bill Monroe)
9. "Last Thing on My Mind" – 4:25 (Tom Paxton)
10. Pride of Man – 3:53 (Hamilton Camp)
11. Wreck of the Edmund Fitzgerald – 4:45 (Gordon Lightfoot)